# Доробанцу (Тулћа)
Доробанцу (рум. Dorobanţu) насеље је у Румунији у округу Тулћа у општини Доробанцу. Oпштина се налази на надморској висини од 224 m.

## Становништво
Према подацима из 2002. године у насељу је живело 1788 становника, од којих су сви румунске националности.

### Хронологија
| Година       | 1992 | 1993 | 1994 | 1995 | 1996 | 1997 | 1998 | 1999 | 2000 | 2001 | 2002 | 2003 | 2004 | 2005 | 2006 | 2007 | 2008 | 2009 | 2010 | 2011 | 2012 | 2013 | 2014 | 2015 | 2016 | 2017 |
| ------------ | ---- | ---- | ---- | ---- | ---- | ---- | ---- | ---- | ---- | ---- | ---- | ---- | ---- | ---- | ---- | ---- | ---- | ---- | ---- | ---- | ---- | ---- | ---- | ---- | ---- | ---- |
| Становништво | 2135 | 2107 | 2040 | 1969 | 1942 | 1911 | 1868 | 1813 | 1824 | 1816 | 1804 | 1813 | 1804 | 1777 | 1749 | 1733 | 1724 | 1689 | 1639 | 1602 | 1569 | 1551 | 1548 | 1529 | 1499 | 1446 |